# Томислав Кнез
Томислав Томо Кнез (9. јун 1938, Бања Лука) бивши је фудбалер и репрезентативац Југославије.

## Каријера
Почео је да игра и постигао је ширу афирмацију у редовима бањалучког Борца, у којем је прошао све селекције и почео да тренира са првим тимом кад је имао 16 година, док је у првом тиму дебитовао 1956. године. Наредне четири године био је незаменљив у нападу бањалучког тима.
Током своје клупске каријере играо је још за НК Динамо Загреб, ФК Швехат, ФК Рапид, ФК Капфенбергер и ФК Гисинг. Са Рапидом је освојио првенство Аустрије 1967. године. Године 1960. био је први фудбалер из друге лиге који је наступао за репрезентацију Југославије. Са репрезентацијом је тада освојио златну медаљу на Олимпијским играма и заузео друго мјесто на Европском првенству.
У акцији бањалучких новина Глас Српске одржаној 2006. године, некадашњи тренери, играчи и људи који су безмало цели век провели уз Борац изабрали су „Идеалну једанаесторицу“ Борца и међу њима је био Томислав Кнез.

### Голови за репрезентацију Југославије
| # | Датум        | Место   | Противник | Гол | Резултат | Такмичење                              |
| - | ------------ | ------- | --------- | --- | -------- | -------------------------------------- |
| 1 | 3. 1. 1960.  | Тунис   | Тунис     | 0:2 | 1:5      | Пријатељска                            |
| 2 | 24. 4. 1960. | Атина   | Грчка     | 0:3 | 0:5      | Квалификације за Олимпијске игре 1960. |
| 3 | 6. 7. 1960.  | Париз   | Француска | 4:3 | 4:5      | Европско првенство 1960.               |
| 4 | 6. 8. 1960.  | Београд | Тунис     | 1:0 | 7:0      | Пријатељска                            |
| 5 | 6. 8. 1960.  | Београд | Тунис     | 2:0 | 7:0      | Пријатељска                            |
| 6 | 6. 8. 1960.  | Београд | Тунис     | 7:0 | 7:0      | Пријатељска                            |
| 7 | 26. 8. 1960. | Пескара | Египат    | 0:4 | 1:6      | Олимпијске игре 1960.                  |
| 8 | 29. 8. 1960. | Фиренца | Турска    | 0:3 | 0:4      | Олимпијске игре 1960.                  |

## Трофеји
- Куп Југославије
  - Победа: 1963, 1965.
- Бундеслига Аустрије
  - Шампион: 1967.